# False Island Point
Der False Island Point (englisch für Falsche-Insel-Landspitze, in Argentinien und Chile gleichbedeutend Punta Falsa Isla) ist eine Landspitze, die über einen flachen, schmalen und kaum sichtbaren Isthmus mit der Südseite der Vega-Insel südlich der nordöstlichen Spitze der Antarktischen Halbinsel verbunden ist. Sie markiert die Zufahrt vom Erebus-und-Terror-Golf zur Bahía Esteverena.
Erstmals gesichtet und als Insel kartiert wurde das Objekt im Jahr 1902 bei der Schwedischen Antarktisexpedition (1901–1903) unter der Leitung des Polarforschers Otto Nordenskjöld. Der Falkland Islands Dependencies Survey, auf den die deskriptive Benennung zurückgeht, entdeckte die eigentliche Natur der Formation bei einer Vermessung im Jahr 1945.